# Könshormon
Könshormoner är en grupp hormoner vilka bildas framför allt i könskörtlarna, och som styr könsdifferentieringen från och med fosterstadiet, och är viktiga under puberteten och för fertiliteten. Könshormonerna är antingen steroidhormoner eller peptidhormoner.
De viktigaste könshormonerna ingår i ett system som kallas HPG-axeln.

## Bildning av könshormoner
De könshormoner som är steroidhormoner, bildas i en kedjeliknande progression, där kolesterol är förstadium. Förutom könshormoner, bildas också bland annat kortisol i kedjan. Könshormonerna bildas framför allt i könskörtlarna, hos mannen i testiklarna, och hos kvinnan i äggstockar och bröstkörtlarna. Könshormoner bildas dock också i till exempel fettvävnad, binjurarna och i levern.
Det finns flera andra hormoner vilkas nivåer är könsspecifika och inverkar på fortplantningssystemet, däribland LH och FSH, som bildas i gonadotrofa celler i hypofysen, prolaktin som bland annat sätter igång bröstmjölksproduktionen, samt hormonfrisättande hormoner. Traditionellt sett räknas dock inte dessa som könshormoner.

## Manliga respektive kvinnliga könshormoner
Könshormoner brukar ofta indelas i manliga respektive kvinnliga könshormoner, trots att båda könen har båda sorterna. Mängden på de manliga respektive kvinnliga könshormonerna skiljer sig dock åt mellan könen, samtidigt som de individuella nivåerna normalt kan variera kraftigt. 
Som manliga steroida könshormoner räknas androgener, däribland testosteron, dihydrotestosteron, dehydroepiandrosteron och androstendion. Män har normalt sett högre nivåer av dessa hormoner, men också kvinnor har dem. Bristtillstånd kallas hypoandrogenism, och förhöjda värden hyperandrogenism.
Som kvinnliga steroida könshormoner räknas östrogener och progesteron. Östrogener bildas av androgener i steroidhormonkedjan. Hyperöstrogenism och hyperprogesteronism innebär förhöjda värden, och hypoöstrogenism och hypoprogesteronism för låga värden. 
Förutom dessa räknas vidare peptidhormonerna aktiviner, relaxin, inhibiner och anti-Mülleriskt hormon som könshormoner.